# Гаврил Кръстевич
Гаврил Баев Кръстевич е български възрожденец, юрист и историк, османски съдия и валия, радетел за културното обособяване на българите в Османската империя по времето на Танзимата.
Кръстевич е сред учредителите на Българската екзархия. Той е и главен управител на Източна Румелия от 1884 до Съединението през 1885 година.

## Биография

### Образование
Гаврил Кръстевич е роден през 1818 (според други данни през 1817 или 1820) година в Котел под името Гандю Кътюв Баюв. Учи първо в родния си град, а по-късно (през 1833 – 1834) в Карлово при учителя и книжовник Райно Попович, който го насърчава да се занимава с литература. През 1835 година учителства за кратко в Сливен, след което заминава за Цариград.
По молба и препоръка на котленските чорбаджии е приет в дома на един от най-влиятелните османски сановници – котленеца княз Стефан Богориди, със задачата да се изучи за учител. Богориди му осигурява първо частен преподавател, а по-късно (в 1837) го изпраща във Великата народна школа в Куручешме – гръцко училище, една от целите на което е да елинизира по-будните български младежи. Кръстевич овладява гръцки и френски език, както и богословските науки.
Вместо да го върне в Котел, през 1838 година Богориди го изпраща да продължи учението си в Париж. Кръстевич завършва право в Сорбоната през 1844 г.

### Професионална кариера
Завръща се в Цариград и работи като частен секретар на Стефан Богориди. От 1845 до 1850 г. е негов наместник и фактически управител на остров Самос. От 1850 година започва кариера в османската съдебна система: става съдия, член на Върховния съд и преподавател в юридическата школа в столицата. Автор е на търговския закон на Османската империя. През 1868 г. е назначен във Висшия правосъден съвет (Диван-и-ахкям-и-адлие) на империята.

### Публицистична дейност
Кръстевич започва да публикува през 1837 година, като превежда част от френския вариант на „Poor Richard's Almanac“ от Бенджамин Франклин. Изданието, излязло в Буда, е едно от първите в българската преводна литература.
След завръщането си от Париж, през 1844 – 1845 година Кръстевич сътрудничи на издателя Константин Фотинов със статии в списание „Любословие“ за ползата от развитието на българското образование. Четвърт век преди създаването на Българското книжовно дружество (бъдещата БАН), Кръстевич пръв дава идеята за академическо учреждение, което да се заеме с унифициране на българския книжовен език и изграждане на езикова култура. В полемика с бившия си съученик от Куручешме Георги Раковски, той призовава за налагане на говоримия език в литературата. През 1852 в „Цариградски вестник“ Кръстевич взема отношение и към спора с гърците, обявявайки се за изместване на гръцкия от родния език в българските училища.
В началото на 1859 година Кръстевич наследява Иван Богоров като редактор на издаваното в Цариград списание „Български книжици“. Остава на тази длъжност в продължение на година, през която публикува множество материали (свои и на други автори) по българска филология, история и фолклор, отразява редица международни събития и проблемите от обществения живот на българите в столицата на Османската империя. Противопоставя се на униатското движение, предвождано от Драган Цанков. В „Български книжици“ Кръстевич публикува брошури по църковния въпрос, в които обосновава с юридически, исторически и богословски аргументи правото на българите на собствена църковна йерархия, както и първия си исторически труд – „Кратко изследование на българската древност“.
През 1860–те и 1870–те години Кръстевич помества статии в много от българските вестници и списания, издавани в Цариград („Съветник“, „Право“, „Читалище“, „Век“). През 1869 година издава първия том от своята българска история („История блъгарска“). В него Кръстевич развива теорията за произход на българите от хуните. Кръстевич подготвя втори и трети том на труда си, в които разказва за кан Кубрат, заселването на българите по Дунава и Първото българско царство, но се отказва да ги издаде след остри критики срещу хунската му теория от страна на Марин Дринов. През 1871 година става почетен член на Българското книжовно дружество.

### За църковна независимост
Като редактор на списание „Български книжици“, през 1859 и началото на 1860 година Кръстевич публикува редица статии, с които се намесва активно в полемиката за обособяване на българите от гръцката Вселенска патриаршия. Противопоставя се на политиката на фанариотите срещу богослужението и обучението на български език и критикува отказа им да допуснат повече български представители на събора, който изработва устава на патриаршията. В същото време не подкрепя исканията за пълна църковна независимост, а застъпва по-умерена програма, според която българите трябва да избират сами своите архиереи, ръкополагани от патриарха.
След Великденската акция от април 1860 година, с която българите отхвърлят върховенството на цариградския патриарх, и заточаването на Иларион Макариополски, през 1862 – 1864 Кръстевич участва в няколко българо-гръцки комисии, свикани от османското правителство за уреждане на църковната разпра. През 1864 е избран в Постоянния привременен съвет, представляващ българите пред Високата порта и Патриаршията, защитава българската кауза на патриаршеските събори през същата година и през 1866.
През 1868 – 1869 година, по заръка на османското правителство, Кръстевич съставя няколко проекта за самостоятелна българска църква. Един от тях става основа за фермана на султан Абдул Азис от февруари 1870 година за основаването на Българската екзархия. Проектът на Кръстевич включва в нея македонските и част от тракийските епархии. В окончателния текст на фермана тези епархии са откъснати от Екзархията, въпреки че член 10 да допуска допитване до местното население.
Кръстевич взема участие в Народния църковен събор, който заседава в Ортакьой (Цариград) от февруари до юли 1871 година и приема устав на Екзархията. Повечето от постановките за устройството на българската църква са изработени от него и одобрени от делегатите. Кръстевич е сред представителите, които се противопоставят на мнозинството заради сменяемостта на екзарха. Оттегля се от църковните дела след няколко безуспешни опита да предотврати схизмата между българите и Вселенската патриаршия.

### Източна Румелия
През 1879 година Кръстевич е назначен за главен секретар на губернатора на Източна Румелия Алеко Богориди. Като такъв завежда и Дирекцията на вътрешните работи през следващите пет години. Поддържа добри отношения с Русия, която упражнява влиянието си върху османското правителство, за да го назначи на мястото на Богориди през април 1884.
Начело на Източна Румелия, Кръстевич провежда проруска политика, като назначава препоръчан от Петербург директор на вътрешните дела (Начо Начов), вкарва руски офицер в щаба на милицията и фаворизира опозиционната Народна партия срещу „казионната“ Либерална партия. Няколко месеца след като става губернатор, Кръстевич разпуска доминираните от либералите Областно събрание и Постоянен комитет и организира избори, спечелени с абсолютно мнозинство от народняците. Впоследствие целият Директорат и останалите управителни органи на областта са подменени с кадри на Народната партия.
Кръстевич не успява да се справи с агитацията за обединение на Румелия с Княжество България, която ескалира в началото на септември 1885 година. Предупреден, че се готви преврат, той отказва да вземе превантивни мерки и спира телеграмата, с която директорите уведомяват османското правителство, че не могат да се справят с обществените вълнения. Свален е от власт на 6 септември сутринта от въстаници начело с Продан Тишков – Чардафон и разбунтувалата се милиция, които обявяват Съединението.
След тези събития и кратък престой като частно лице в София Кръстевич се връща на служба при султана. Умира през 1898 година.

## Произведения
- Мудрост добраго Рихарда.   Будим, 1837. Посетен на 12 юни 2016 г. via Europeana Collection.
- Кратко изследване на българската древност. Цариград, 1858.
- Писма за някои си мъчности на българското правописание от Гавриила Кръстович. Цариград, 1859.
- Отговор на словото на г–н С. Каратеодориди. Цариград, 1860 (издаден на гръцки език от името на Хаджи Николи Минчоглу – делегат от Търново на патриаршеския събор от 1858 – 1860 година)
- „Исторически изследования за Охридската и Ипекската архиепископия“. Цариград, 1869
- История блъгарска. Том 1. Цариград, 1869

- Дринов, М. Хуни ли сме? По повод на История блъгарска, съчинена от Гавриила Кръстьовича, ч. I, Цариград, 1869 – Периодическо списание на Българското книжовно дружество, Г. I, кн. 5 – 6. Браила, 1872, 210 – 238 (препечатано в: Дринов, М. Съчинения. Т. III. София, 1915, 189 – 217
- Отговор на г. Дринова критика върху българската история. Цариград, 1873.

- Възражение на патриаршеския епистоларен мемоар или оправдание на българите пред едноверните тям християни. Цариград 1871